# Göran Hallberg
Bengt Göran Hallberg (* 9. Januar 1959 in Visby, Gotland, Schweden) ist ein schwedischer Kameramann und Fotograf.

## Leben
Nachdem Göran Hallberg von 1978 bis 1979 eine Ausbildung zum Krankenpfleger absolviert hatte, besuchte er von 1983 bis 1985 die Nordens Fotoskola, um Fotograf werden zu können. Mit dem Besuch des Dramatiska Institutet von 1986 bis 1988 spezialisierte sich Hallberg daraufhin als Kameramann. Bereits während seines Studiums konnte er dank seiner Ausbildung als Standfotograf beim Film arbeiten. Dies war er unter anderen in Filmen wie Im Namen des Gesetzes und Im Schatten des Raben.
Erst nach seinem Abschluss konnte Hallberg erstmals sowohl als Kameraassistent als auch als eigenverantwortlicher Kameramann arbeiten. So war er 1990 im Drama Der Schutzengel erstmals Kameraassistent von Göran Nilsson, dessen Arbeit mit einer Nominierung für den Europäischen Filmpreis bedacht wurde,  während er im Kurzfilm Greger Olsson köper en bil erstmals als Kameramann arbeitete. Bis zu seinem ersten Spielfilm, dem Drama Bengbulan, arbeitete Hallberg parallel in diesen Funktionen. Seitdem arbeitete er für Filmproduktionen wie Verschwörung im Berlin-Express, Detaljer und Himlen är oskyldigt blå, für die er jeweils eine Guldbagge-Nominierung für die Beste Kamera erhielt.
Parallel zu seiner Filmarbeit war Hallberg auch in Werbespots für die Kamera zuständig. So arbeitete er nicht nur in Werbespots für IKEA und Lidl, sondern auch für den in Deutschland bekannten Werbefilm über den Onlineversandhandel Zalando, in dem eine an Rainer Langhans angelehnte Figur über die Gefahren des Kapitalismus doziert.

## Filmografie (Auswahl)
- 1984: Sköna juveler (Standfotograf)
- 1986: Im Namen des Gesetzes (I lagens namn) (Standfotograf)
- 1988: Im Schatten des Raben (Í skugga hrafnsins) (Standfotograf)
- 1990: Der Schutzengel (Skyddsängeln) (Kamera-Assistenz)
- 1990: Greger Olsson köper en bil
- 1996: Bengbulan
- 2002: Klassenfest (Klassfesten)
- 2003: Verschwörung im Berlin-Express (Skenbart: En film om tåg)
- 2003: Detaljer
- 2007: Salto für Anfänger (Underbar och älskad av alla)
- 2009: Kenny Begins
- 2010: Der Himmel ist unschuldig blau (Himlen är oskyldigt blå)
- 2012: An Enemy To Die For (En fiende att dö för)
- 2013: Der Hundertjährige, der aus dem Fenster stieg und verschwand (Hundraåringen som klev ut genom fönstret och försvann)
- 2015: Ein Mann namens Ove (En man som heter Ove)
- 2016: Der Hunderteinjährige, der die Rechnung nicht bezahlte und verschwand (Hundraettåringen som smet från notan och försvann)

## Auszeichnungen
Guldbagge
- 2004: Beste Kamera – Verschwörung im Berlin-Express (nominiert)
- 2004: Beste Kamera – Detaljer (nominiert)
- 2011: Beste Kamera – Der Himmel ist unschuldig blau (nominiert)
- 2016: Beste Kamera – Ein Mann namens (nominiert)